# Fortunata (męczennica)
Święta Fortunata – dziewica, męczennica chrześcijańska, święta Kościoła katolickiego.

## Biografia
Żyła w Cezarei Palestyńskiej przełomie III i IV wieku. Jest czczona we włoskiej prowincji Baucina.
O jej życiu niewiele wiadomo. Jedyną potwierdzoną informacją jest jej niezwykła odwaga i męczeńska śmierć w czasach prześladowań za panowania Dioklecjana. Święta Fortunata ofiarowała swoje życie Bogu i do śmierci nie wyparła się wiary chrześcijańskiej.
Jest patronką miasta Moquegua w południowym Peru, gdzie w kościele Santo Domingo znajdują się jej relikwie. W peruwiańskim mieście co roku, w dniach 12-14 października, na cześć Świętej Fortunaty odbywają się huczne parady, pokazy tańca charakterystycznego dla regionu oraz procesja.
Jej wspomnienie liturgiczne w Kościele katolickim obchodzone jest 14 października.
Tego samego dnia czczona jest św. Fortunata, męczennica ze 148 roku w Rzymie. Jej grób odkrył w katakumbach w 1692 roku papież Innocenty XII; napis brzmiał: Fortunata, dziewica i męczennica 148 (łac. Fortunata virgine et martyre CXLVIII). Jej relikwie znajdują się obecnie we franciszkańskim kościele przyklasztornym w Bambergu.